# Чосас-де-Абахо
Чосас-де-Абахо (ісп. Chozas de Abajo) — муніципалітет в Іспанії, у складі автономної спільноти Кастилія-і-Леон, у провінції Леон. Населення — 2424 особи (2010).
Муніципалітет розташований на відстані близько 290 км на північний захід від Мадрида, 14 км на південний захід від Леона.
На території муніципалітету розташовані такі населені пункти: (дані про населення за 2010 рік)
- Антіміо-де-Арріба: 164 особи
- Ардонсіно: 211 осіб
- Банунсіас: 182 особи
- Сембранос: 767 осіб
- Чосас-де-Абахо: 85 осіб
- Чосас-де-Арріба: 246 осіб
- Мейсара: 105 осіб
- Мосондіга: 250 осіб
- Вільяр-де-Масаріфе: 414 осіб

## Демографія
Динаміка населення (INE ):